# Richard Oetker
Richard Oetker (* 4. Januar 1951 in Bielefeld) ist ein deutscher Unternehmer und Sohn des Fabrikanten Rudolf-August Oetker. Nach seiner Entführung 1976 wurde er Mitglied im Vorstand des Vereins Weißer Ring, der sich für Opfer von Verbrechen einsetzt. Von 2010 bis 2016 war er Geschäftsführer des Familienunternehmens Dr. August Oetker KG.

## Ausbildung und Beruf
Richard Oetker studierte Brau- und Agrarwissenschaften am Campus Freising-Weihenstephan der Technischen Universität München. Seit 1996 ist er Geschäftsführer der Nahrungsmittelsparte der Dr. August Oetker KG, der Dr. August Oetker Nahrungsmittel KG. Seine Aufgabenbereiche umfassen Organisation und Personal, zudem kümmert er sich um die Geschäfte in Österreich, Italien und der Schweiz und treibt die Expansion in Osteuropa voran. Seit 1. Januar 2010 ist Richard Oetker persönlich haftender Gesellschafter der Dr. August Oetker KG. Diesen Posten hatte seit dem 1. Januar 1981 sein Bruder August Oetker inne, der sich mit 65 Jahren zurückzog und den Vorsitz im Beirat des Unternehmens übernahm.

## Entführung
Überregionale Schlagzeilen machten Ende 1976 die Entführung von Richard Oetker und die Zahlung von 21 Millionen DM Lösegeld bekannt. Der Fall wird heute noch bei Entführungen von Industriellen und Unternehmern zum Vergleich herangezogen.
Am 14. Dezember 1976 gegen 18:45 Uhr entführte Dieter Zlof den damaligen Studenten Richard Oetker von einem Parkplatz in Oetkers damaligem Wohn- und Studienort Freising. Danach hielt er den 1,94 m großen Mann in einer nur 1,45 m langen und 70 cm breiten Holzkiste gefangen, die sich im Inneren eines Lieferwagens befand. Dieser war in einem Gewerbehof in der Planegger Straße in München-Pasing abgestellt. Oetker konnte nur in Embryonalhaltung liegen. Die Kiste war mit einer Sprechanlage, einem sogenannten Babyphon, ausgerüstet. Eine akustisch gesteuerte Vorrichtung sollte dem Entführten bei Hilferufen oder Ausbruchsversuchen über die an Händen und Füßen angebrachten Handschellen Stromschläge versetzen. Als der Entführer morgens beim Öffnen der Garagentür das Blechdach des Kastenwagens touchierte, löste er selbst diesen Mechanismus aus. Schreie und Stöße gegen die Kiste verlängerten die Verabreichung der Stromstöße auf ca. 10 Sekunden. Richard Oetker wurde dadurch fast getötet und erlitt durch die stattfindenden Muskelspasmen Brüche des siebten und des achten Brustwirbels sowie beider Oberschenkelhälse. Lebensgefahr bestand jedoch vor allem wegen der Schädigung seiner Lungen, bedingt durch das ununterbrochene, extrem beengte Liegen. Ärzte bezifferten die Überlebenswahrscheinlichkeit unmittelbar nach der Entführung mit 50 Prozent. Nach Oetkers eigener Schlussfolgerung rettete ihm der Stromschlag das Leben, da er sich anschließend in der geöffneten Kiste aufrichten durfte, was eine noch stärkere Schädigung der Lungen verhinderte. Deren Zustand und vorrangige Behandlung verzögerten allerdings die Therapie seiner anderen Verletzungen, was deren Folgen noch verschärfte.
Richard Oetkers Vater zahlte ein Rekord-Lösegeld von 21 Millionen DM in 1000-Mark-Scheinen. Die Summe war nach dem Volumen eines handelsüblichen Koffers berechnet, der in eine versteckte Aussparung im zu verwendenden Transportfahrzeug passte. Die Lösegeldübergabe am 16. Dezember 1976 um 13:45 Uhr im Untergeschoss des Münchner Stachus gelang durch einen Trick des Entführers oder der Entführer, der oder die den Lösegeldkoffer über eine nur von innen zu öffnende Notausgangstür zu einem Versorgungsschacht an sich nahmen. Den Angehörigen wurde daraufhin der Aufenthaltsort des in einem Auto liegend zurückgelassenen Oetker, der Kreuzlinger Forst südwestlich von München, mitgeteilt. Die Entführung hatte 47 Stunden gedauert.
Unmittelbar nach Freilassung des Opfers begann eine umfangreiche Fahndungskampagne der Kriminalpolizei. Ab dem 9. September 1977 wurde zwei Wochen lang durch die Deutsche Bundespost in Verbindung mit dem Landeskriminalamt Bayern ein Postansagedienst geschaltet, bei dem zum Ortstarif die Stimme des Entführers hörbar war – eine Neuheit in der deutschen Öffentlichkeitsfahndung. Erst zwei Jahre später konnte man Dieter Zlof identifizieren und festnehmen. Dies gelang durch das öffentliche Vorspielen des Tonbandes, das er zur Mitteilung seiner Forderungen genutzt hatte. Nachbarn erkannten seine Stimme. Zlof leugnete die Tat, wurde aber in einem aufsehenerregenden Indizienprozess am 9. Juni 1980 zur Höchststrafe von 15 Jahren Haft verurteilt. Der Spiegel schrieb zu Oetkers Verhalten im Prozess gegenüber seinem Entführer:

„Richard Oetkers Aussagen sind makellos. So schwer er gezeichnet wurde, so inständig ist er bemüht, nichts Leichtfertiges zu sagen. Man kann sich als Opfer einer Tat nicht fairer, nicht menschlicher verhalten.“

Richard Oetker konnte vier Jahre lang ausschließlich mit Gehstützen gehen, er musste bis 1994 immer wieder operiert werden und ist bis heute schwer gehbehindert. Nach dem Prozess zog er sich aus der Öffentlichkeit zurück. Erst als Dieter Zlof aus seinem späten Geständnis mit einer Verfilmung Kapital schlagen wollte, unterstützte Oetker eine alternative Verfilmung, die 2001 als Fernseh-Zweiteiler Der Tanz mit dem Teufel – Die Entführung des Richard Oetker ausgestrahlt wurde. Erst seit 2006 äußert er sich selbst öffentlich im Rahmen seiner Tätigkeit für den Weißen Ring zu seiner Entführung, so 2021 in der Talkshow 3 nach 9.

## Auszeichnungen
- 2008: Courage-Preis für seinen Einsatz für den Weißen Ring
- 2011: Verdienstorden des Landes Nordrhein-Westfalen
- 2013: Ehrenpreis des Deutschen Nachhaltigkeitspreises
- 2022: Bundesverdienstkreuz 1. Klasse

## Dokumentation
- Deutsche Dynastien – Die Oetkers. Dokumentarfilm, Deutschland, 2010, 44 Min., ein Film von Manfred Oldenburg, Produktion: WDR, Reihe: Deutsche Dynastien, Erstausstrahlung: ARD, 15. November 2010, Online-Video und Inhaltsangabe (Memento vom 20. Januar 2011 im Internet Archive) der ARD.